# Etymologi
Etymologi är läran om ords språkhistoriska ursprung, släktskap och utveckling.
Etymologin som vetenskap gjorde först på 1800-talet mer påtagliga framsteg i och med uppblomstringen av den jämförande språkforskningen. 

## Etymologi
Ordet etymologi kommer från klassisk grekiska: etymologia (ἐτυμολογία), en feminin abstrakt omformning av substantivet etymologos (ἐτῠμόλογος), vilket i sig är en grekisk nybildning av begreppen etymon (ἔτυμον), ’ett ords rätta betydelse enligt sitt ursprung’ (neutralt substantiv av adjektivet etymos (ἔτυμος), ’sann’), och -logia (-λογία), ’lära, vetenskap’ (avledning av -logos (-λογος), ’ord, tal, förhållande, förståelse’).

## Exempel:bäver
Nedan visas ett etymologiskt schema för de svenska orden bjur och bäver. Som synes är det första ett arvord från urnordiska, det andra ett lånord från medellågtyska – båda härrör dock från samma urgermanska ord. De former som föregår ett visst ord i trädet är etymoner till det ordet, de ord som ligger på andra grenar är endast kognater till det. När ett ord inte finns belagt i någon känd skrift eller uppteckning, men kan rekonstrueras utifrån systematiska ljudförändringar ("ljudlagar"), är det standard att skriva en asterisk före ordet.

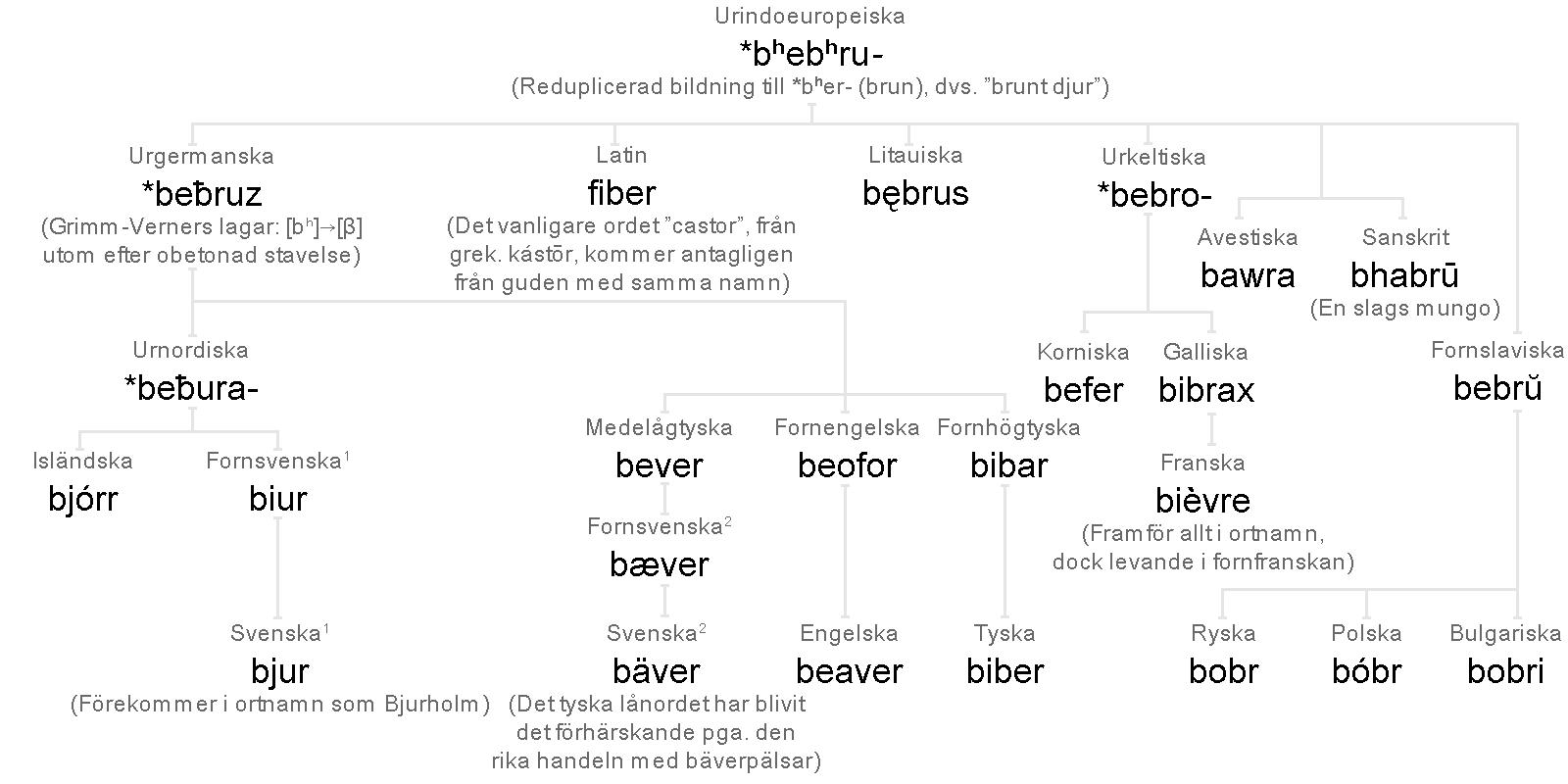
Etymologiskt schema för orden bjur och bäver.